# Estrutura de peões
Estrutura de peões é uma definição estratégica do modo como estão posicionados os peões durante uma partida de xadrez.